# Cows on Hourglass Pond
Cows on Hourglass Pond è il terzo album in studio solista del musicista americano Avey Tare. È stato pubblicato il 22 marzo 2019 dalla Domino Recording. L'album segue Eucalyptus del 2017 ed è stato supportato da un tour. Il suo annuncio è stato accompagnato dall'uscita del video di Saturdays (Again), diretto dalla sorella di Avey Tare, Abby Portner.
Registrazione
L'album è stato registrato direttamente su un registratore a bobina da mezzo pollice TASCAM 48 presso lo studio Laughing Gas di Asheville, nella Carolina del Nord, da gennaio a marzo 2018. È stato mixato da Portner e Adam McDaniel ai Drop of Sun Studios, sempre ad Asheville.

## Composizione
Saturdays (Again) è stato notato come in qualche modo simile al suono dell'album precedente, Eucalyptus, in quanto acustico, ma "all'interno di un mix lussureggiante e dubby, sopra un basso sintetizzato melodico, [e] accompagnato da rintocchi di chitarra solista".

## Tracce
1. What's the Goodside? – 6:31
2. Eyes on Eyes – 4:31
3. Nostalgia in Lemonade – 3:41
4. Saturdays (Again) – 4:49
5. Chilly Blue – 2:51
6. K.C. Yours – 6:12
7. Our Little Chapter – 3:40
8. Taken Boy – 3:41
9. Remember Mayan – 4:51
10. HORS_ – 4:56